# どきどき!たまタン
『どきどき!たまタン』は、こげどんぼ*による日本の漫画作品。『なかよし』（講談社）にて2009年3月号から2010年5月号まで連載された。単行本は同社より全3巻まで刊行されている。
なお、こげどんぼ*にとって『なかよし』での連載はこれが3作目（『かみちゃまかりんchu』含む）になるが、現在のペンネームによる『なかよし』での連載は初めてである。
元々は宮川武製作のオリジナルフィギュア「どきどきぶろがー☆たまタン」である。また、斎藤桃子が歌うキャラクターソングがニコニコ動画で発表されており、楽曲を収録したCDが同人音楽サークル2-dimensionより頒布された。

## あらすじ
子供の頃、うさぎ耳の男の子「うさみみくん」からストラップを預かったたまタン。2人はそれきりになってしまったが、たまタンは初恋の「うさみみくん」にまた会いたいと願っていた。
7年後、平和なたまタンの街にある日大きなUFOがやってくる。そのUFOに乗っていたのは、うさぎ耳をもつ男の子・月茜皇子。彼を7年前の「うさみみくん」と思い込み、自分に会いにきてくれたと有頂天になるたまタン。しかし次の日に学校で会った彼は7年前と全く違う、「なんだかこわい」威圧感のある少年だった。
茜は月人・セレネであり、大セレニア帝国の王子である。地球と月の運命が掛かっている重大な任務を負っていた。それは月乙女を探し月神を育て（エヴォリシオンさせ）、最終的に月乙女を月姫と呼ばれる存在に成長させることだという。
とにかく茜と話して「うさみみくん」の正体を確かめたいたまタンは、茜の目的をよく理解しないまま、月乙女になり、月神を育てる。

## 登場人物
たまタン
声 -斎藤桃子（キャラクターソング歌唱）
主人公。本名は錦織 珠恵（にしきおり たまえ）。3月15日生まれ。身長133cm。血液型はA型。月神の名前はハピィ。
明るく元気いっぱいの女の子。母親がおらず、家事を任されているため安売りが大好き。
口癖は「すーぱー☆○○」。また語尾に顔文字をつけることも多い。
7年前に出会った初恋の相手うさぎ耳の「うさみみくん」と再会したいと思っている。
また、父親は「かみちゃまかりん」に登場する錦織みちるであり、九条和音が准教授になって作ったと思われるお手伝いロボット「みったん」がいる。
月茜皇子（つきあかねのみこ）
月からやって来て、うさぎ耳を持つ。大セレニア帝国の王子で、兄がいるにもかかわらず王位継承権第1位である。
周囲には茜と呼ばれている。
気位が非常に高く、自分のことを「余」または「我」と言うなど、大人びた堅苦しい口調で喋る。いつもUFOで移動する。
のんのん
本名は風間 希美（かざま のぞみ）。月神の名前はフーマ。
スポーツ万能、サバサバした性格で、よくミハルからたまタンを庇っている。可愛いお嫁さんになるのが夢。
実は忍者で、風魔家の次期首領。
にゃーちゃん
本名は松平 花菜英（まつだいら はなえ）。月神の名前はソワレ。
たまタンの親友でおっとりした優しい女の子。
実は人気アイドル・叶エルであるが、月乙女に選ばれるまで正体を隠していた。
ミハル
フルネームはミハル・A・ミソラ。たまタンのクラスメイト。月神の名前はラブ。
小悪魔的美少女で男子にモテモテ。時には他人の彼氏を取ってしまうこともあるらしい。茜を狙っている様子。
実は天使で、ミカエルの直系子孫・ミハエルである。
日向先生
たまタン達、月乙女特別クラスの担任を受け持つ。
本職は陸上自衛隊の三等陸佐であるが、月乙女には秘密にしている。
月宵皇子（つきよいのみこ）
月茜皇子の兄で容姿は兄弟とてもよく似ているが、色は白が基調の茜と異なり耳や髪、服はまっ黒である。
月茜皇子の敵らしい。

## 用語
セレネ
月に住む宇宙人のこと。地球ではほとんどが知ることのない秘密の存在であったが、日本では1,000年前、かぐや姫の時代から交流があったらしい。
エヴォリシオン
月乙女が月神を育てること。成長するとセレニアカードに記録される。また、月神のエヴォシリオンのことは他人には秘密にしなければならない。
月乙女
月神を育てる女子。たまタンのクラスからは4人選ばれた。月神の成長をケータイのブログに記録する。
月姫
月神が最終進化をとげた時の月乙女だが、必ずなれるわけではない。全宇宙及び全人類にとって最も尊く愛される存在である。月と地球を救う存在らしい。
月神
伝説の神霊で聖なる神のこと。なお、月神をエヴォリシオンすることができるのは月乙女だけである。月乙女の経験を吸収して成長する。

## 書誌情報
- こげどんぼ* 『どきどき！たまタン』（通常版） 講談社〈なかよしKC〉、全3巻
  1. 2009年7月17日発売[5]、ISBN 978-4-06-364228-5
  2. 2009年12月4日発売[5]、ISBN 978-4-06-364243-8
  3. 2010年4月30日発売[5]、ISBN 978-4-06-364265-0
- こげどんぼ* 『どきどき！たまタン』（特装版） 講談社〈プレミアムKC〉、既刊2巻（2010年5月現在）
  1. 2009年7月17日発売[5]、ISBN 978-4-06-362144-0
    - 3曲のキャラクターソング（うち1曲は新曲）と斎藤桃子によるたまタントークを収録したCDが付いている。

  2. 2009年12月4日発売[5]、ISBN 978-4-06-362154-9
    - 2曲のキャラクターソングを収録したCDが付いている。